# Hans-Wilhelm Smolik
Hans-Wilhelm Smolik (* 1. November 1906 in Leipzig; † 17. Mai 1962 in Irsee) war ein deutscher Schriftsteller von Natur- und Tiergeschichten für Kinder, Jugendliche und Erwachsene.

## Leben und Wirken
Bereits als Kind schrieb Smolik seine ersten Gedichte und Märchen. Nach seiner Schulzeit absolvierte er eine Lehre als Versicherungskaufmann und anschließend als Buchdrucker. Er brachte sich das Schreiben autodidaktisch bei und erwarb seine botanischen und zoologischen Grundkenntnisse durch Naturbeobachtungen und auf langen Wanderungen durch Deutschland, Österreich und die Schweiz. 
Seine beiden ersten Bücher, A, B, C der Schädelkunde und Rätsel Mensch, wurden 1934 wegen „Zersetzung der Rassenlehre des Nationalsozialismus“ von der Reichsschrifttumskammer in Berlin eingezogen und verboten. Um der Verfolgung durch die Geheime Staatspolizei zu entgehen, wählte Smolik auf Anraten seines Verlegers Felix Meiner Tiermärchen und andere naturkundliche Geschichten als Themen für seine Bücher aus. 
Bis zu seinem Tod im Jahre 1962 veröffentlichte er 60 Hörspiele und 55 Bücher, darunter Näpfli – das rote Blutkörperchen, von dem von 1965 bis heute 2,5 Millionen Exemplare an DAK-Mitglieder, Schulen und sonstige Bildungseinrichtungen verschenkt oder verteilt wurden. 
Smoliks Bestimmungsbuch Wandern mit offenen Augen verkaufte sich 1957 300.000 Mal. 1960 erschien das 1500 Seiten umfassende populärwissenschaftliche Tierlexikon Das große illustrierte Tierbuch, das eine Auflage von 500.000 Exemplaren erreichte. 1962 schrieb er das Vorwort zu dem Buch Das große Bilderlexikon der Tiere des tschechischen Zoologen Václav Jan Staněk (1907–1983). 1962 erschien auch sein Buch Garten ganz neu entdeckt, das im selben Jahr mit dem Deutschen Gartenbuchpreis ausgezeichnet wurde.
Seine Tochter Sabine Smolik-Pfeifer ist heute für die Veröffentlichung der Neuauflagen seiner Bücher verantwortlich.

## Werke (Auswahl)
- A, B, C der Schädelkunde, 1932
- Rätsel Mensch, 1934
- Das große Frühjahrswecken, 1939
- Wuppdi, 1940
- Kribbelfix, 1941
- Schäfer Martin und die Tiere, 1941
- Wundersame Erlebnisse eines Hirtenknaben, 1943
- Tropfender Stern, 1945
- Grimback der Hamster, 1945
- Mein Freund Sägebein, 1945
- Die ganze Welt unter einem alten Dach, 1945
- Rauschebart die Eiche, 1947
- Der Waldhüter, 1947
- Ein Luftikus, 1947
- Wacker der wandernde Stein (später unter dem Titel: Wacker auf Wanderschaft), 1948
- Zwischen Abend und Morgen, 1948
- Rostpelzchen die Waldmaus, 1948
- Die große Frage des kleinen Purzellicht, 1948.
- Drei Wege: Erzählungen für Liebende, 1948
- Insektenrätsel, Lux-Lesebogen Nr. 36, 1948
- Den Blick nach innen! Gedichte, 1948
- Knorzel der Baumstumpf, 1949
- Warzenbiss der Wiesenmusikant, 1949
- Nicks Brautfahrt, 1949
- Das goldene Herz des Waldes, 1949
- Das überlistete Tier, Lux-Lesebogen Nr. 47, 1949
- Das verwandelte Tier, Lux-Lesebogen Nr. 53, 1949
- Tiervölker wandern, Lux-Lesebogen Nr. 57, 1949
- Gaukeljan und Schaukeline, 1949
- Der rote Kobold, 1949
- Langbeen der Wasserfrosch, 1950
- Ein Mädchen allein, 1950
- Körperfibel für Kinder, 1950
- Rauschebart und Knorzel, 1951 (Kultur- und Naturgeschichte anhand einer tausendjährigen Eiche)
- Schniefnase der Igel, 1953
- Tierfreund in Not, 1953
- Plink reist um die Welt, 1954
- Absonderliche Gesellen, 1954
- Schwalbenschwanz und Pfauenauge, 1955
- Unsere heimatliche Tierwelt, 1955
- Tiere erlebt und belauscht, Anthologie, 1955
- Tausend Wunder auf stillen Wegen, 1956
- Schöne Tagschmetterlinge, 1956
- Falter im Mondlicht, 1957
- Wandern mit offenen Augen, 1957 (Naturkunde der verschiedenen Landschaften Mitteleuropas, vom Wattenmeer bis zum Hochgebirge)
- Kinderstuben in Wald und Flur, 1957
- Der schwarze Zimmermann, 1958
- Das große illustrierte Tierbuch, 1960
- Tiere und Menschen, 1960
- Das Beste von Walt Disney, 1961
- Garten ganz neu entdeckt, 1962
- Näpflis wundersame Reise durch den menschlichen Körper. Gezeichnet von Wilhelm Hartung, mit einem Vorwort von Fritz Lejeune (= erste DAK-Ausgabe), Hamburg 1965